# دارزان أوميرباييف
دارزان أوميرباييف، هو مخرج، كاتب سيناريوهات وممثل كازاخي من مواليد 15 مارس 1958 في آكول في أوبليس أكمولا.

## روابط خارجية
- دارزان أوميرباييف على موقع IMDb (الإنجليزية)
- دارزان أوميرباييف على موقع ألو سيني (الفرنسية)
- دارزان أوميرباييف على موقع أول موفي (الإنجليزية)
- دارزان أوميرباييف على موقع قاعدة بيانات الأفلام السويدية (السويدية)
- دارزان أوميرباييف على موقع قاعدة بيانات الفيلم (الإنجليزية)
- دارزان أوميرباييف على موقع كينوبويسك (الروسية)